# Narcisse-Achille de Salvandy
Narcisse-Achille de Salvandy, född den 11 juni 1795 i Condom, död den 15 december 1856 i Graveron, var en fransk greve, statsman och publicist.
de Salvandy väckte vid unga år uppmärksamhet genom en patriotisk broschyr La coalition et la France (1816), som förskaffade honom Ludvig XVIII:s ynnest. Han inträdde 1819 i statstjänst, men lämnade denna, då med Villèles styrelse reaktionen tog överhand, och bekämpade regeringen i en rad politiska skrifter. Som deputerad (från 1830) slöt han sig emellertid till de konservativa. Han var två gånger undervisningsminister (1837-39, 1845-48) och beklädde under kortare tid sändebudsposter i Madrid (1841) och Turin (1843-44). de Salvandy var en flitig och mångsidig författare; vid sidan av sitt politiska skriftställarskap skrev han romaner (Don Alonzo ou l'Espagne, histoire contemporaine, 1824), historiska arbeten (Histoire de Pologne avant et sous le roi Jean Sobieski, 1827-29) samt en framställning av julirevolutionen, Seize mois ou la révolution de 1830 et les révolutionnaires (1831, 2:a upplagan 1832). de Salvandy blev ledamot av Franska akademien 1835.